# Габсбург, Эдуард
Эдуард Габсбург (династическое имя: эрцгерцог Эдуард Австрийский; полное имя: нем. Eduard Karl Joseph Michael Marcus Antonius Koloman Volkhold Maria Habsburg-Lothringen; род. 12 января 1967, Мюнхен) — немецкий и венгерский писатель, дипломат. Посол Венгерской Республики в Ватикане (с 2015 года). Представитель Габсбург-Лотарингского дома.

## Биография

### Происхождение
Родился 12 января 1967 года в Мюнхене, в аристократической семье. Происходит из младшей, «венгерской» линии Габсбург-Лотарингской династии. Его отец — Михаэль Австрийский (род. 1942) был сыном австрийского эрцгерцога Иосифа Франца и принцессы Анны Саксонской. Мать — Кристиана Левенштайн-Вертгейм-Розенберг (род. 1940), была дочерью Карла II, титулярного князя Левенштайн-Вертгейм-Розенберг. Эдуард имеет венгерское гражданство, поскольку здесь родился его отец.

### Карьера
Окончил с отличием Католический университет Айхштетт — Ингольштадт в 1999 году. Габсбург является автором сценария немецко-австрийского фильма «Рождественская собака» (2004 г.) и сиквела «Две рождественских собаки» (2005 г.). В 2013 году совместно с Томасом Имбахом написал англоязычный сценарий к фильму «Мария — королева Шотландии».
В 2008 году был опубликован его первый роман Die Reise mit Nella. В дальнейшем он выпустил ещё несколько романов и научно-популярных книг. В 2014 году на канале ServusTV был показан его документальный сериал Wo Grafen schlafen («Где спят графы»), в котором вместе с актрисой Джессикой Шварц он путешествует по различным замкам Германии и Австрии.
В 2015 году венгерский парламент поддержал кандидатуру Эдуарда Габсбурга в качестве посла Венгрии в Ватикане. 7 декабря папой римским Франциском ему была вручена верительная грамота. Он также является послом Венгрии при Мальтийском ордене по совместительству.

## Личная жизнь
Женился 1 июля 1995 года на баронессе Марии Терезе фон Гуденус (род. 1967). По материнской линии Мария Тереза является потомком графов Меран, морганатических потомков эрцгерцога Иоганна Баптиста Австрийского. У супругов шестеро детей, сын и пять дочерей:
- Анна Каролина (род. 11 июня 1996), в 2025 году вышла замуж за Джона Констебля Стрейкера (род. 1990).
- Терезия Мария (род. 2 сентября 1997), в 2022 году вышла замуж за Маттиаса фон Эльверфельдт Беверферде цу Верриса (род. 1994). У пары есть дочь.[11]
- Пауль Бенедикт (род. 25 августа 2000)
- София (род. 31 января 2003)
- Ладислая (род. 30 июля 2005)
- Роза (род. 22 января 2009)

## Публикации

### Статьи
- The 21st-century Habsburg mission. Catholic Herald. 17 ноября 2016.
- They Did Nothing But Pray. First Things. 27 июня 2019.
- My family history in full – well, almost. Catholic Herald. 6 августа 2020.

### Книги
- James Bond in 60 Minuten: Staunen im Stundentakt – Die Welt in 60 Minuten. 2008.
- Die Reise mit Nella. 2008.
- Wo Grafen schlafen: Was ist wo im Schloss und warum?. 2011.
- Marcus Schwier: Intérieurs. 2012.
- Lena in Waldersbach. 2013.
- Dubbie: The Double-Headed Eagle. Full Quiver Publishing, 2020.
- The Habsburg Way. 7 Rules for Turbulent Times. Sophia Inst Pr, 2023